# Heinkel He 45
Хейнкель He-45 (нем. Heinkel He 45) — немецкий ближний разведчик и лёгкий бомбардировщик периода Второй мировой войны. Представлял собой одномоторный биплан смешанной конструкции с неубирающимся шасси.

## История
Спроектирован в КБ фирмы «Эрнст Хейнкель флюгцойгверке». Опытный экземпляр совершил первый полёт весной 1932 года. Серийное производство началось летом 1933 года на заводе фирмы Heinkel в Варнемюнде. Также по лицензии производился на заводах фирм Gothaer Waggonfabrik, Focke-Wulf и BFW. He 45 был снят с производства в 1936 году и на тот момент являлся самым массовым самолётом люфтваффе.
Самолёт использовался в ходе гражданской войны в Испании в качестве разведчика, бомбардировщика и штурмовика. С 1938 года самолёт начал сниматься с вооружения люфтваффе, тем не менее, к сентябрю 1939 года ещё оставалась одна эскадрилья, вооружённая ими, которая смогла принять участие в польской кампании вермахта.
После окончания войны в Польше осенью 1939 года He-45 были сняты с вооружения.
С конца 1939 года He 45 остался только в учебных частях.
В соответствии с приказом по люфтваффе от 7 октября 1942 года осенью 1942 года началось создание авиаэскадрилий (Störkampfstaffel) и авиагрупп (Störkampfgruppe) лёгких ночных бомбардировщиков, на вооружение которых передавали снятую с вооружения авиатехнику, в том числе He-45. С осени 1942 года He-45 применяли на Восточном фронте в качестве ночных бомбардировщиков, воевавших под Харьковом, Донбассом, Ленинградом.
Окончательно их вывели из боевых частей весной 1943 года.

## Варианты и модификации
- He 45А — имел двигатель BMW VI 6,0 (660 л. с). Самолеты поставлялись в немецкую школу воздушных сообщений, но под обшивкой задней кабины имелась турель для установки 7,92-мм пулемёта MG 15; также предусматривалась установка радиостанции и аэрофотоаппарата[6].
- He 45В — имел два 7,92-мм пулемёта (синхронный MG 17 и турельный MG 15), возможна установка кассеты на 10 кг. Выпускался с конца 1933 г.
- He 45С — выпускался предприятием «Gothaer Waggonfabrik», имел двигатель BMW VI 7,3 (750 л. с). Изменена форма руля высоты, усилен костыль, внесен ряд других изменений.
- He 45D — аналог He 45С с изменённым составом оборудования.
- He 45G — имел двигатель DB 600 900 л. с. — в 1935—1936 г.г. испытывалось лишь два прототипа, серийно не выпускался.
- He 61 — самолёт-разведчик для ВВС Китайской республики, экспортный вариант He-45C

## Лётно-технические характеристики
| Модификация                          | He 45                                             |
| Размах крыла, м                      | 11,50                                             |
| Длина, м                             | 10,60                                             |
| Высота, м                            | 3,60                                              |
| Площадь крыла, м2                    | 34,60                                             |
| Масса, кг                            |                                                   |
| пустого самолета                     | 2100                                              |
| нормальная взлетная                  | 2750                                              |
| Тип двигателя                        | 1 ПД BMW VI-7.3                                   |
| Мощность, л. с.                      | 1 х 750                                           |
| Максимальная скорость, км/ч          |                                                   |
| у земли                              | 290                                               |
| на высоте                            | 270                                               |
| Крейсерская скорость, км/ч           |                                                   |
| у земли                              | 220                                               |
| на высоте                            | 210                                               |
| Практическая дальность, км           | 1200                                              |
| Максимальная скороподъемность, м/мин | 420                                               |
| Практический потолок, м              | 5500                                              |
| Экипаж, чел                          | 2                                                 |
| Вооружение:                          | один синхронный 7.9-мм пулемет МG-17 и один МG-15 |

## Страны-эксплуатанты
- нацистская Германия — принят на вооружение люфтваффе летом 1933 года
- Китайская Республика — ВВС Китая с 1934 года
- Болгария — в 1936 году 12 шт. Heinkel He.45B подарены ВВС Болгарии[7]
- Франкистская Испания — на вооружении ВВС с марта 1937 года.